# 麦克杜加尔-沙利文花园历史区
麦克杜加尔-沙利文花园历史区（MacDougal–Sullivan Gardens Historic District）是一个小型历史街区，位于纽约市曼哈顿格林尼治村南村地区的麦克杜加尔街74-96号以及沙利文街170–188号的22栋房屋，介于豪斯顿街和布利克街之间。
该区于1967年被指定为纽约市地标，并于1983年列入国家史迹名录。